# يلينا دوبلجفيتش
يلينا دوبلجفيتش مواليد 7 مايو 1987 في نيكشيتش، جمهورية يوغوسلافيا الاشتراكية الاتحادية، هي لاعبة كرة سلة مونتينيغرية. بدأت مسيرتها الاحترافية في سنة 2002. تلعب مع لوس أنجلوس سباركس في دوري الاتحاد الوطني لكرة السلة النسائية. وتحمل الرقم 28. يبلغ طولها 6 قدم 3 بوصة (1.9 م). فازت بلقب دوري المحترفات.

## المسيرة الاحترافية
لعبت مع روس كاسارس فالنسيا في سنة 2006، ثم لعبت مع نادي غلطة سراي لكرة السلة للسيدات من سنة 2014 إلى 2016، ثم لعبت مع لوس أنجلوس سباركس في سنة 2016.

## روابط خارجية
- يلينا دوبلجفيتش على موقع الاتحاد الدولي لكرة السلة (الإنجليزية)
- يلينا دوبلجفيتش على موقع الاتحاد الوطني لكرة السلة النسائية (الإنجليزية)
- يلينا دوبلجفيتش على موقع كرة السلة الأوروبية.كوم (الإنجليزية)
- يلينا دوبلجفيتش على موقع بروبوليرز (الإنجليزية)
- يلينا دوبلجفيتش على موقع سبورتس رفرنس (الإنجليزية)